# Arthur Goldreich
Arthur Goldreich (* 25. Dezember 1929 in Johannesburg, damals Südafrikanische Union; † 24. Mai 2011 in Herzlia, Israel) war ein südafrikanischer Maler, Apartheidsgegner, israelischer Professor für Design und Kritiker der Politik Israels gegenüber den Palästinensern.

## Leben
Goldreich ging als junger Mann nach dem Zweiten Weltkrieg in das britische Mandatsgebiet Palästina und nahm dort als Jude am Palästinakrieg teil. Er war Mitglied der Palmach, der Eliteeinheit der jüdischen Militärorganisation Hagana. 
1952 ging Goldreich nach Südafrika zurück und widmete sich der Malerei. 1955 erhielt er den südafrikanischen Best Young Painter Award für seine Gemälde in Schwarz-Weiß. Dem Regime der Apartheid war er jedoch schon als Gegner des Systems bekannt. Zusammen mit Harold Wolpe erwarb er aus Geldmitteln der South African Communist Party die Liliesleaf Farm in Rivonia bei Johannesburg. Dieses Gehöft entwickelte sich zu einem Zufluchtsort für Mitglieder des African National Congress (ANC). Zur gleichen Zeit spionierte Goldreich Plätze aus, an denen die militärische Organisation des ANC Umkhonto we Sizwe Sabotageakte ausführen konnte. Ferner stellte er Regeln für die Organisation und Disziplin der Guerillas auf. Goldreich war auch Kontaktmann zu den Vertretern der Antiapartheidsaktivitäten innerhalb der indischstämmigen Bevölkerungsgruppe.
Nachdem Goldreich zusammen mit einem großen Teil der Führer des ANC auf der Liliesleaf Farm gefangengesetzt und im Johannesburger Marshall-Square-Gefängnis inhaftiert worden war, gelang ihm am 11. August 1963 zusammen mit Wolpe, der als gesuchter Kommunist an der Grenze zu Betschuanaland – das spätere Botswana – verhaftet worden war, sowie  Mosie Moola und Abdulhay (Charlie) Jassat vom Natal Indian Congress die Flucht aus dem Marshall-Square-Gefängnis durch Bestechung eines Gefängniswärters. Goldreich versteckte sich, als Priester verkleidet, in Johannesburg und Umgebung und später in Swasiland, das damals noch britisches Protektorat war, bevor er nach Betschuanaland ausfliegen konnte. Diese Flucht gelang rund zwei Monate, bevor der Rivonia-Prozess in Pretoria beginnen sollte. 
Am 28. August 1963 kamen Wolpe und Goldreich in Francistown in Betschuanaland an. Die Presse berichtete am gleichen Tag über die spektakuläre Flucht, wozu der Justizminister Vorster erklärte: „Sie waren unsere fettesten Fische“.
Später flogen beide nach London, wo sie ihre Familien trafen. Moola wurde später der ANC-Vertreter für Asien und war in Neu-Delhi in Indien stationiert.

## Leben in Israel
In Israel setzte Goldreich seine künstlerische Laufbahn fort. Er wurde führender Mitarbeiter bei dem Aufbau der Jerusalemer Kunstakademie Bezalel Academy of Arts and Design. 1966 wurde er dort Leiter der Abteilung für Industriedesign und Umweltfragen, die heute international als Zentrum für Design bekannt ist.
Während seines letzten Lebensabschnitts in Israel propagierte Goldreich einen neuen Ansatz der israelischen Politik gegenüber den Palästinensern, weg von der Priorität des Landbesitzes zu einer Friedenslösung und einem Zusammenleben. Die israelische Politik bezeichnete er als rassistisch.